# Xã đặc quyền Chocolay, Michigan
Xã Chocolay (tiếng Anh: Chocolay Township) là một xã thuộc quận Marquette, tiểu bang Michigan, Hoa Kỳ. Năm 2010, dân số của xã này là 5.903 người.